# Angelika Machinek

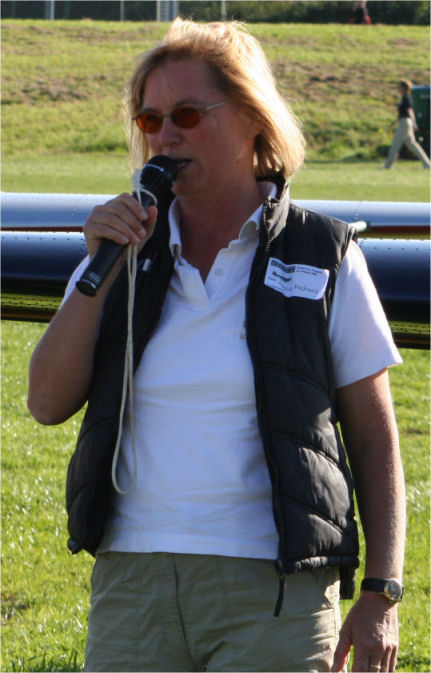
Angelika Machinek auf dem Flugtag 2006 in Sinsheim

Angelika Machinek (* 17. November 1956 in Eschershausen; † 12. Oktober 2006 in der Nähe von Echzell) war eine deutsche Segelfliegerin.

## Leben
Angelika Machinek studierte Soziologie und Germanistik in Göttingen. 1981 legte sie ihr erstes Staatsexamen für das Lehramt an Gymnasien ab, 1985 promovierte sie im Fach Neuere Deutsche Literatur in Frankfurt am Main. Anschließend war sie als Dramaturgin am Theater und als Verlagslektorin tätig. Zuletzt arbeitete sie als selbstständige Immobilienkauffrau in Frankfurt am Main.
Bereits als 14-Jährige begann sie mit dem Segelfliegen, zunächst nahe ihrem Elternhaus auf dem Segelfluggelände auf dem Ith, und legte 1973 die Luftfahrerscheinprüfung ab und war Jugendleiterin beim Luftsportverein Eschershausen. Es folgten 1979 die Kunstflugberechtigung und 1980 die Fluglehrerprüfung. Sie war Fluglehrerin für Segelflug, Motorflug, Ultraleichtflug und Ballonfahrt. Ihre besondere Leidenschaft galt jedoch dem Segelflug. Ihr größtes Anliegen war die Etablierung der Deutschen Meisterschaft der Frauen.
Sie war Sprecherin der Segelflug-Nationalmannschaft und wurde fünfmal Deutsche Meisterin, daneben errang sie mehrere Medaillen bei Welt- und Europameisterschaften sowie mehrere Weltrekorde.
So errang sie in der Wettbewerbsklasse D15 am 6. Dezember 2002 einen Geschwindigkeitsrekord mit dem Segelflugzeugtyp Schempp-Hirth Ventus 2cM auf dem Flugplatz Bitterwasser in Namibia eine Geschwindigkeit von 153,8 km/h über einen Dreieckskurs von 300 km, siehe Deutsche Segelflugrekorde.
Die FAI als höchste internationale Luftsportorganisation würdigte sie mit einer der höchsten Auszeichnungen im Luftsport, der Pelagia Majewska Gliding Medal für Weltbestleistungen im Frauensegelflug.
In weiteren Funktionen war sie Sachverständige und Prüfungsrat in Hessen, Referentin für Leistungsflug der Deutschen Segelflugkommission, Vorsitzende des Fachausschusses Spitzensport und Vertreterin der deutschen Interessen bei der Internationalen Segelflugkommission.
Ihr Verein war der Aero Club Bad Nauheim.
Am 12. Oktober 2006 kam sie im Alter von 49 Jahren in der Nähe von Echzell an der A 45 bei einem Absturz mit einem Ultraleichtflugzeug ums Leben.

## Sportliche Titel
- 1994 Deutsche Meisterin Rennklasse (Marpingen)
- 1995 Bronzemedaille EM Marpingen
- 1997 Bronzemedaille EM Prievidza/Slowakei
- 1998 Deutsche Meisterin Rennklasse (Jena)
- 1999 Bronzemedaille EM Leszno/Polen
- 2000 Deutsche Meisterin Rennklasse (Neresheim)
- 2001 Vizeweltmeisterin Rennklasse, WM-Frauen in Litauen
- 2003 Bronzemedaille Rennklasse WM Frauen Jihlava/Tschechien
- 2004 Deutsche Meisterin Rennklasse (Klix)
- 2006 Deutsche Meisterin Rennklasse (Coburg)
- 2006 1. Platz „1. International Flatland Cup“ (Szeged, Ungarn)

## Nachwirkung
- Im Andenken an Angelika Machinek wurde am 6. Januar 2007 der „Dr. Angelika Machinek – Förderverein Frauensegelflug“ (AMF) gegründet.[1] Stand August 2025 hat er über 300 Mitglieder. Dezember 2007 wurde ein Segelflugzeug beschafft Janus C mit dem Wettbewerbskennzeichen AM1 und 2008 an zwei Nachwuchspilotinnen als Förderflugzeug vergeben. Mit Stand 2025 gibt es auch ein zweites Förderflugzeug, den Segler LS8 unter AM2.[2]

- Anfang 2016 hat die Stadt Frankfurt am Main die Benennung einer Straße im Bockenheimer Neubaugebiet Rebstock-Nord-Ost nach ihr beschlossen.[3] Auf dem früheren Gelände des Frankfurter Flughafens gedenken die Straßennamen insbesondere Luftfahrtpionieren.

## Werke
- B. Traven und Max Stirner. Der Einfluß Stirners auf Ret Marut/B. Traven. Eine literatursoziologische Untersuchung zur Affinität ihrer Weltanschauungen. Davids Drucke, Göttingen 1986, ISBN 3-921860-26-1.